# Austinotheres
Austinotheres is een geslacht van kreeftachtigen uit de klasse van de Malacostraca (hogere kreeftachtigen).

## Soort
- Austinotheres angelicus (Lockington, 1877)